# ثيودور جيرمان
ثيودور جيرمان (باللاتفية: Teodors Germans)‏ هو لاعب شطرنج لاتيفي، ولد في 14 أغسطس 1879، وتوفي في 29 يناير 1935.

## وصلات خارجية
- ثيودور جيرمان على موقع مباريات الشطرنج (الإنجليزية)
- ثيودور جيرمان على موقع 365Chess.com (الإنجليزية)